# Салтиково-Дівицька сільська рада
Салтико́во-Діви́цька сільська́ ра́да — адміністративно-територіальна одиниця та орган місцевого самоврядування в Куликівському районі Чернігівської області. Адміністративний центр — село Салтикова Дівиця.

## Загальні відомості
Салтиково-Дівицька сільська рада утворена у 1919 році.
- Територія ради: 60,49 км²
- Населення ради: 1 460 осіб (станом на 2001 рік)

## Населені пункти
Сільській раді підпорядковані населені пункти:
- с. Салтикова Дівиця

## Склад ради
Рада складається з 16 депутатів та голови.
- Голова ради: Губський Микола Борисович
- Секретар ради: Гайдук Ольга Миколаївна

### Керівний склад попередніх скликань
| Прізвище, ім'я, по батькові | Основні відомості                                                 | Дата обрання | Дата звільнення |
| --------------------------- | ----------------------------------------------------------------- | ------------ | --------------- |
| Губський Микола Борисович   | Сільський голова, 1958 року народження, освіта вища, безпартійний | 26.03.2006   | 31.10.2010      |
| Губський Микола Борисович   | Сільський голова, 1958 року народження, освіта вища, безпартійний | 31.10.2010   |                 |

Примітка: таблиця складена за даними сайту Верховної Ради України

### Депутати
За результатами місцевих виборів 2010 року депутатами ради стали:

#### За суб'єктами висування
| Суб'єкт висування                 | Кількість обраних депутатів | %    |
| --------------------------------- | --------------------------- | ---- |
| Партія регіонів                   | 8                           | 50   |
| Самовисування                     | 3                           | 18,8 |
| Комуністична партія України       | 2                           | 12,5 |
| Соціалістична партія України      | 2                           | 12,5 |
| Політична партія «Сильна Україна» | 1                           | 6,3  |

#### За округами
| № округу                          | Прізвище, ім'я, по батькові   | Дата визнання обраним | Освіта             | Партійна приналежність                  | Відомості про обраного депутата                                             |
| --------------------------------- | ----------------------------- | --------------------- | ------------------ | --------------------------------------- | --------------------------------------------------------------------------- |
| Комуністична партія України       |                               |                       |                    |                                         |                                                                             |
| 3                                 | Глек Василь Миколайович       | 03.11.2010            | середня спеціальна | член Комуністичної партії України       | Чернігівська база відпочинку, охоронець                                     |
| 8                                 | Безродний Олег Михайлович     | 03.11.2010            | середня спеціальна | член Комуністичної партії України       | ПБВП «Новатор», ветеринар                                                   |
| Партія регіонів                   |                               |                       |                    |                                         |                                                                             |
| 1                                 | Симанова Наталія Петрівна     | 03.11.2010            | вища               | позапартійна                            | Салтиково-Дівицька сільська рада, головний бухгалтер                        |
| 2                                 | Антип Микола Анатолійович     | 03.11.2010            | вища               | позапартійний                           | Салтиково-Дівицька сільська рада, землевпорядник                            |
| 4                                 | Єрченко Валентина Іванівна    | 03.11.2010            | середня спеціальна | член Партії регіонів                    | Салтиково-Дівицька сільська рада, бухгалтер дошкільного навчального закладу |
| 5                                 | Дмитрук Ольга Михайлівна      | 03.11.2010            | середня спеціальна | позапартійна                            | Салтиково-Дівицький будинок культури, директор                              |
| 6                                 | Селюк Володимир Олександрович | 03.11.2010            | середня спеціальна | позапартійний                           | ПП"Сирний Дім", начальник охорони                                           |
| 10                                | Кулініч Роман Вікторович      | 03.11.2010            | середня спеціальна | член Партії регіонів                    | ПП"Сирний Дім", технолог                                                    |
| 11                                | Гайдук Ольга Миколаївна       | 03.11.2010            | вища               | позапартійна                            | Салтиково-Дівицька сільська рада, секретар виконкому                        |
| 14                                | Приходько Любов Василівна     | 03.11.2010            | середня спеціальна | позапартійна                            | ПП"Сирний Дім", лаборант                                                    |
| Політична партія «Сильна Україна» |                               |                       |                    |                                         |                                                                             |
| 13                                | Товстоліс Володимир Іванович  | 03.11.2010            | середня спеціальна | член Політичної партії «Сильна Україна» | ВАТ «Облтеплокомуенерго», машиніст котлів                                   |
| Соціалістична партія України      |                               |                       |                    |                                         |                                                                             |
| 9                                 | Чала Євдокія Петрівна         | 03.11.2010            | середня            | позапартійна                            | пенсіонер                                                                   |
| 16                                | Симанов Микола Михайлович     | 03.11.2010            | середня спеціальна | позапартійний                           | КуликівськийРВУМВС, черговий                                                |
| Самовисування                     |                               |                       |                    |                                         |                                                                             |
| 7                                 | Собко Вадим Миколайович       | 03.11.2010            | середня            | позапартійний                           | ФОП «Любко», продавець                                                      |
| 12                                | Собко Микола Іванович         | 03.11.2010            | середня спеціальна | позапартійний                           | ПП"Сирний Дім", завідувач господарства                                      |
| 15                                | Дмитрук Світлана Олексіївна   | 10.01.2011            | середня            | позапартійна                            | Салтиково-Дівицька лікарська амбулаторія, акушерка                          |